# Кастаньос (Коауила)
Кастаньос (исп. Castaños) — город в Мексике, штат Коауила, входит в состав одноимённого муниципалитета и является его административным центром. Численность населения, по данным переписи 2020 года, составила 27 314 человек.

## Топонимика
Название Castaños дано в честь исследователя Гаспара Кастаньоса де Сосы, открывшего большую часть территории штата Коауила.

## История
Поселение было основано 22 ноября 1674 года первопроходцем Антонио Балькарселем Риваденейрой.
В 1884 году в Кастаньосе запущено железнодорожное сообщение с Пьедрас-Неграсом.
25 января 1916 года он получил статус вильи и стал главой муниципалитета, а 8 февраля 1990 года Кастаньос получил статус города.